# Roman Sikorski
Roman Sikorski (Mszczonów, 11 de julho de 1920 — 12 de setembro de 1983) foi um matemático polonês.
Sikorski foi de 1952 até 1982 professor na Universidade de Varsóvia. Desde 1962 foi membro da Academia de Ciências da Polônia.

## Obras
- Boolean Algebras (1960)
- Funkcje rzeczywiste (t. 1–2 1958–59)
- The Mathematics of Metamathematics (1963, com H. Rasiowa)
- Rachunek rózniczkowy i calkowy — funkcje wielu zmiennych (1967)